# M'enfin
M'enfin est un jeu vidéo édité par UbiSoft sorti en 1987 sur Amstrad CPC. Il s'agit d'un jeu proche du Cluedo basé sur l'univers de la bande dessinée Gaston.
Ce jeu sorti sur cassettes et disquettes double face est en fait un dérivé du jeu de plateau Cluedo,,,
Une personne dans la rédaction de la société d'édition où travaille Gaston Lagaffe a cassé son instrument de musique préféré : le Gaffo-phone (à la sonorité... particulière).
L'objectif est donc de découvrir le coupable ainsi que l'arme et le lieu du crime. Pour cela Gaston devra se déplacer de pièce en pièce en inspectant les recoins pour trouver les armes et en rencontrant les coupables potentiels. Ensuite il devient possible de faire des propositions et en éliminant petit à petit les possibilités, trouver la bonne combinaison arme/lieu/personne. Un jet de dés détermine les déplacements possibles.